# 厭煩
在日常的语境中，厌烦是指一种情绪和偶尔的心理状态，当一个人没有任何特别的事情要做，对周围的环境不感兴趣，或觉得一天或一段时间比较无聊或乏味的时候会有厌烦这种情绪。现代学者从文化层面出发，认为厌烦也是一种现代性现象。有研究者指出尽管现在对于厌烦没有一种得到国際上共识的标准定义，厌烦并不是沮丧或无动于衷的一种代名词。它更加像是一种处于不愉快状态的心理，即缺乏可以令人渴望慰籍的刺激。根据BBC的描述，厌烦可能是一种危险和破坏性的精神状态，会影响你的健康，不过有研究认为这种情绪有助于个体创造力。
Elizabeth Goodstein教授曾经在她的书《Experience Without Qualities: Boredom and Modernity》中对现代厌烦情绪的讨论进行了综合的分析。通过文学、哲学、社会学的多角度探索，她指出厌烦是一种散漫的表达现象，既是情绪也是智力，同时具有主观性和客观性。这种情绪不仅仅是对现代世界的一种回应，也是通过自身历史经验所规定的处理对此不满的战术。

## 词源

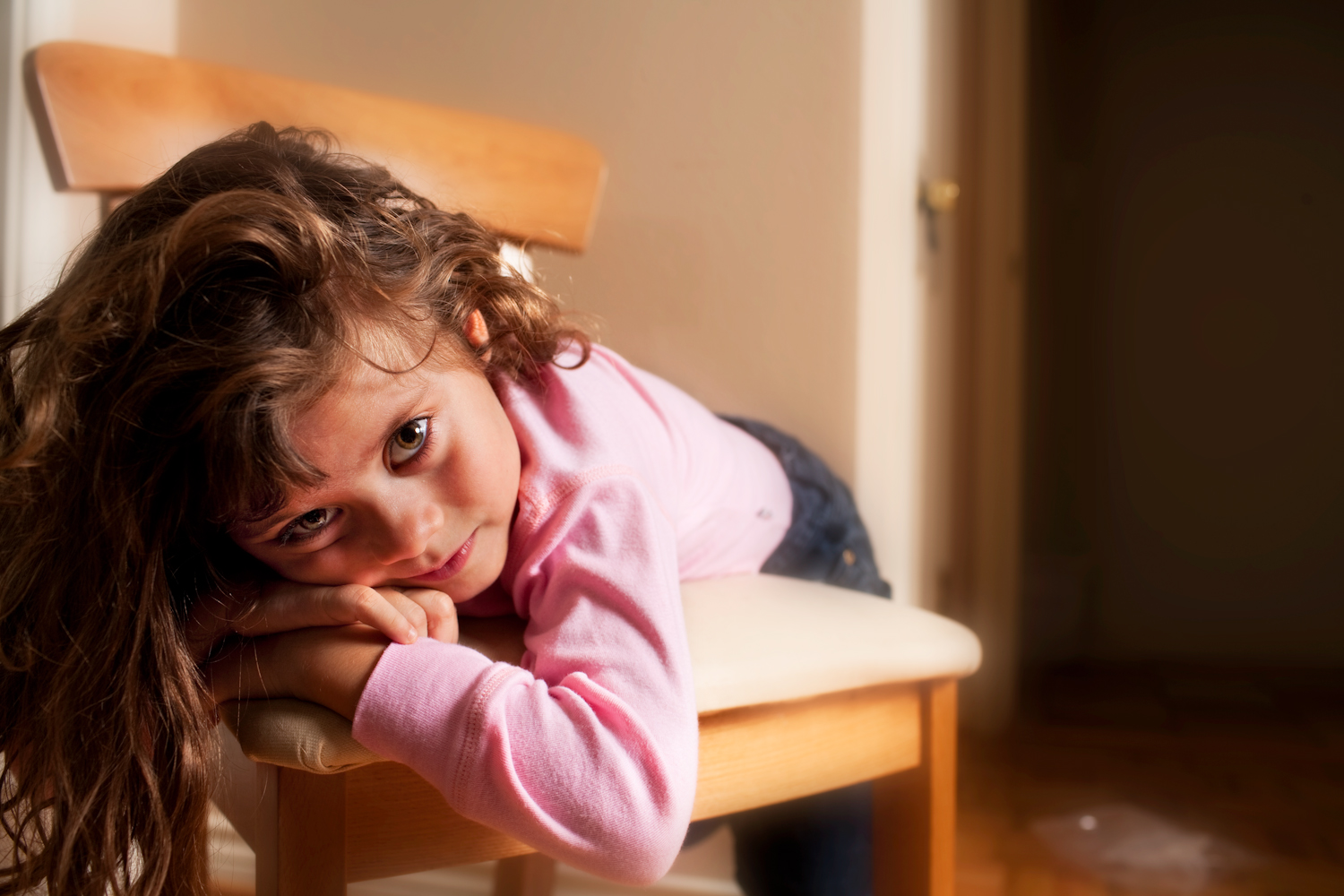
一个小女孩看上去很无聊

中文“厌烦”一词对应英语中的表达“Boredom”，北宋时期的文学家黄庭坚曾经写过一首诗，他在诗句中使用了厌烦这个词组：“从事常厌烦，归心自如卷”。英文boredom則首次出現在狄更斯1852年的作品《荒涼山莊》，而整篇小說boredom一詞出現了六次。
德语中相应的一词为“Langeweile”，是由“Lange”和“Weile”组合而来，字面意义为长时候，意指当感到无聊时，时间过的非常慢。
祖鲁语中，厌烦（boredom）和孤单（loneliness）的含义用同一个词isizungu来表述。

## 心理学上的定义和应用

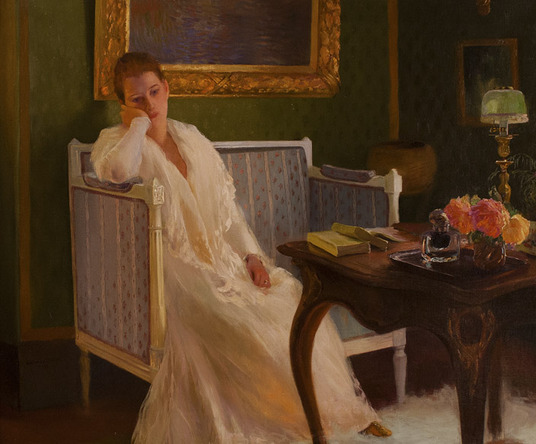
《厭煩》加斯頓·拉德勤1893年繪

在心理学的领域中，不同的学者对厌烦的定义有分歧，因此导致相关研究复杂化。心理学家Cynthia D. Fisher从心理活动的角度提供了厌烦的一种定义，她认为厌烦情绪是短暂性的不愉快的状态，拥有这种情绪的个体会感到一种普适性兴趣缺乏，难以对当下的活动集中精力。也有人认为情绪的产生和个体关注认知的处理过程有关系。在正面心理学中，厌烦被解释为当个体因拥有足够的技能来应付挑战时，对这种一般性的事物做出的反馈。
现今对厌烦主要有三种分类，它们都牵涉到注意力相关的问题。这包括了个体被防止参与有趣的活动；被迫参与心理上抗拒的活动；或因其他原因无法在一项活动中保持参与度。通常有厌烦倾向指标评估一个个体经历所有种类的厌烦的趋势。现在的研究支持厌烦倾向明显和注意力涣散有持续性的关联，厌烦的情绪和其倾向无论是从经验还是理论上都和抑郁及相似症状有联系。尽管如此，厌烦倾向与注意力偏误的关联程度和它与抑郁的关联程度同样紧密。通常厌烦都被认为只是一种不重要的、缓和的情绪刺激，然而厌烦倾向和身心、社会以及教育等方面的问题有着关联性。
心不在焉是厌烦情绪的一种现象，人们日常生活中经常经历过这种症状。对心不在焉这种状态现在没有明确的诊断，定义为是当个体的注意力频繁分散时的一种心理状态。拥有这种症状的人群趋于经受短期记忆损伤，通常是一些诊断为ADHD或抑郁症的病症所带来的影响。
伴随抑郁、缺乏动力的情绪，个体在身理上会出现疲乏、昏睡的症状，这也是因厌烦而出现的症状之一。当这是人体正常的生理反应时，此症状可以通过增加睡眠、减轻压力或摄取足够的营养来解决。

## 哲学上的定义与应用

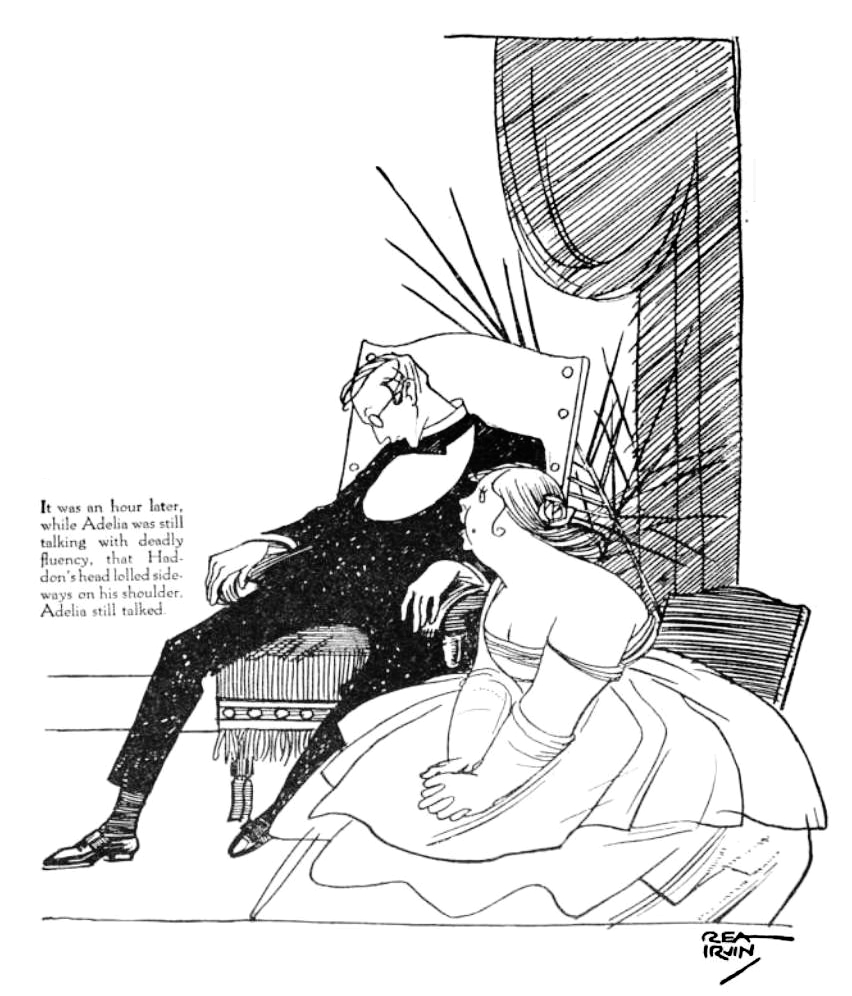
一位講者把她的聽眾悶到昏睡，雷亞·歐文1916年繪。

在哲学的语境中，厌烦是当一个个体对周边环境的认知是枯燥乏味、缺乏刺激时所表现出的特征。这种现象可以是因处于闲暇期间或缺少感兴趣的活动所导致。在这样的情况下，劳动和艺术工作可能会被疏远或被动的参与，并沉浸在无聊的氛围中。厌烦情绪中还拥有固有的焦虑成分，尽管很多人试图预防或治疗焦虑的情绪，在很多情况中焦虑是被允许存在，并且认为是需要忍受的一种折磨。被动脱离厌烦症状的普遍方式是睡觉或做白日梦，通过有意参与不熟悉、没有重复性的活动，个体可以主动脱离厌烦状态。
在存在主义的思潮中，厌烦拥有重要的地位， 克尔凯郭尔和尼采被视为存在主义的核心人物，他们如同帕斯卡一样，对人类和明显无意义的生活之间的无声挣扎感兴趣。克尔凯郭尔曾经提出过一种叫做轮作方法（Rotation Method）的行为，旨在避免厌烦。这种方法是从快乐主义的角度去解构如何生活，对唯美主义者而言，个体持续改变其行为可以将每一种活动所带来的享受和愉悦最大化。
哲学家海德格尔在他的一节课的讲义以及一篇论文中提到了厌烦（德語：Langeweile），他特地用在火车站等待的例子来诠释厌烦。克尔凯郭尔在他的著作《非此即彼》（Enten-Eller）当中评论说由于生活中的任何瞬间在本质上都有可能是无聊的，耐心无法在视觉上被体现出来。布莱克·帕斯卡在他的著作《思想錄》（Pensées）中也讨论了厌烦的情绪，他说当个体克服了一些障碍，剩下的就因为产生了厌烦而无法忍受，认为只有永恒不变的神才能填补无聊情绪的无尽深渊。
对事物如果没有刺激或关注，个体将会面对存在的虚无、无意义性，并经历与个体自身存在相关的焦虑。海德格尔认为深层次的厌烦是如同一片雾气一样，在一个个体存在的深渊中飘浮。叔本华则把厌烦的存在作为例子，试图证明人类存在的虚荣性。他觉得如果一个人的人生所追求的核心只有正面、积极的价值观，那么就不会有“厌烦”这种东西的存在，仅仅本身的存在就可以满足人的这种追求。
法兰克福学派的弗罗姆等研究批判理论的人认为当个体被要求去做马克思所说的异化劳动，厌烦情绪是对这种工业化社会的一种普遍的心理反应。弗罗姆觉得厌烦很有可能是当今社会的敌对或破坏心理最重要的原因。他认为消费文化中寻求新奇刺激的行为无法解决厌烦，只能用来分散在厌烦上的心思，而厌烦本身依旧会无意识的持续下去。
海德格尔总结了厌烦的一些特征，他说厌烦情绪普遍都含有等待的因素，比如排队等别人完成工作，或等待到达某地。
厌烦与其他事物的因果联系

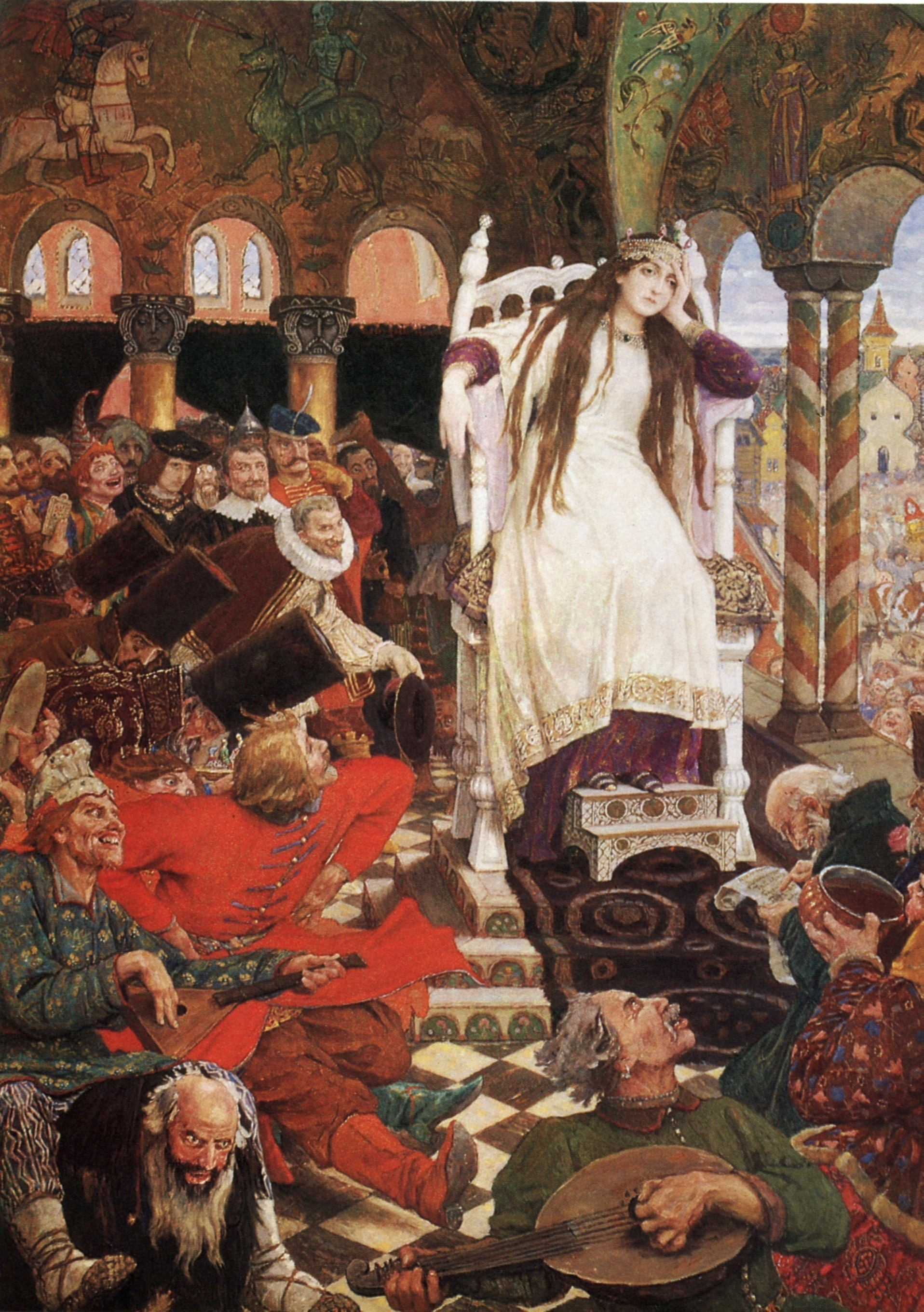
《永不会笑的公主》，维克托·瓦斯涅佐夫作品

尽管没有受到广泛的关注和研究，相关的调查建议厌烦是影响个体生活中多个方面的重要因素。当个体在生活中多个方面，如在工作、教育或自主性上取得了更好的成就，他们拥有更少的厌烦倾向性。同时，厌烦也可以被理解为临床抑郁障碍的一种病征，它也可以是习得性无助的一种表现形式，两者之间有比较近的联系。一些育儿理论提出如果少儿在缺乏刺激的环境中成长，并且没有被允许或鼓励去和周边环境进行交互，则他们在心理上无法发展出这种交互的能力。
在一个学习性质的环境中，造成厌烦的常见原因来自于不理解。当个体无法跟上课堂的讲课速度或不能和与讲义材料产生联系，这经常会使得课程显得无趣。然而，这一现象的另一个极端也会造成相同的结果，当一堂课非常简单、容易理解，也会显得无趣；一项学生基本可预测的活动也有可能使他们无聊。因此在学校中厌烦有可能是提示说学生缺乏挑战，亦或是面对过多的挑战。一篇在1989年发表的研究成果表明，个体的厌烦可能被其专注深度所影响，当周边环境从听觉上分散个体的注意力时，个体拥有更多的厌烦体验。

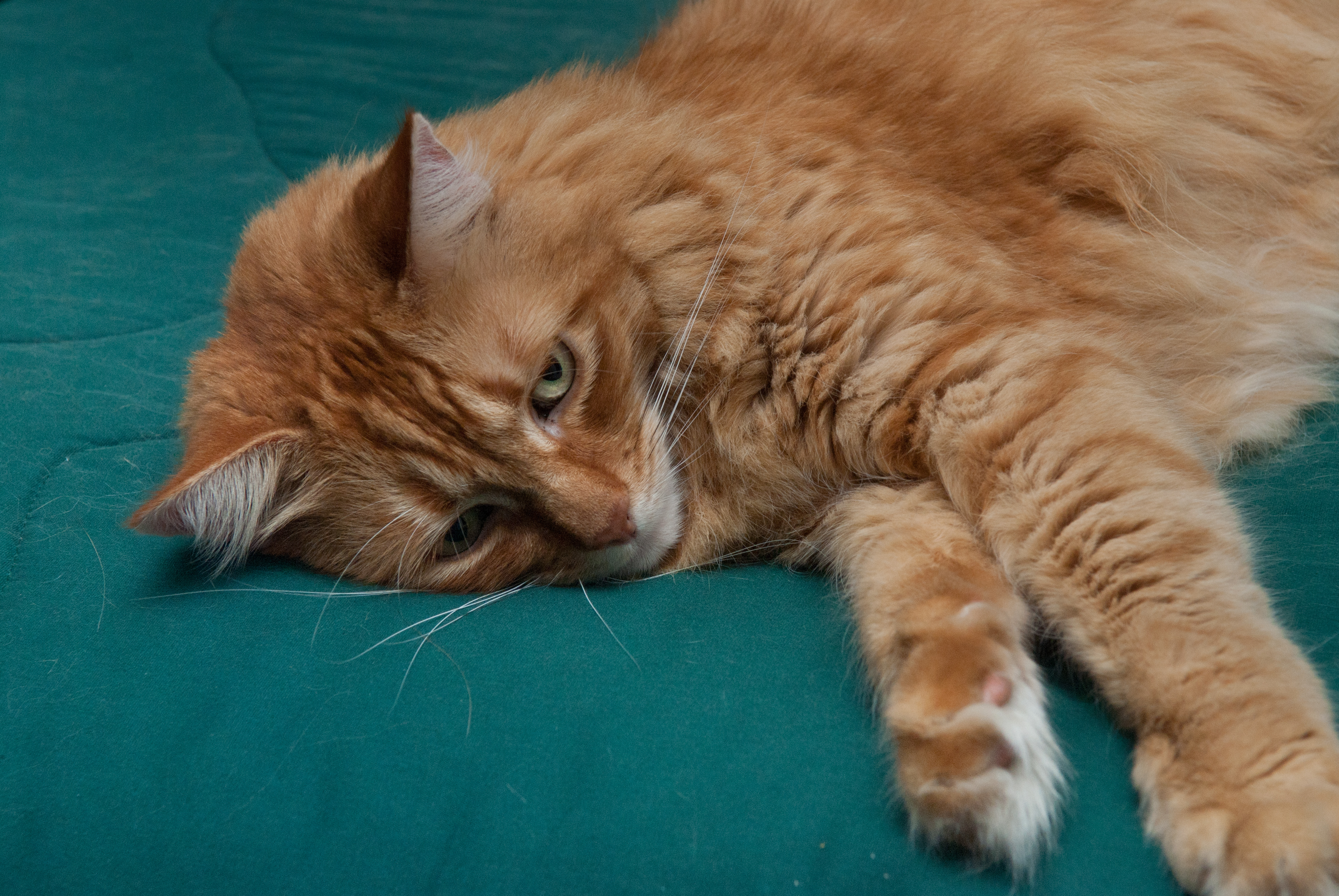
一只猫无聊的躺在沙发上。

同时，青少年滥用成瘾性药物被研究认为和厌烦有关系，有其他研究表明病态赌博的赌徒为避免抑郁、厌烦的状态而持续寻求赌博上的刺激。
近年来，有研究认为厌烦有可能可以引向一些正面的效果，厌烦本身会鼓励个体追寻新的挑战，从而影响个体学习能力和创造力。在一个只有微少的刺激的环境中，厌烦会使人的创新力提高，并可能会造成尤里卡效应。

## 流行文化中的厌烦
为了表达厌烦、不在乎的情绪，英语中会使用语气助词“Meh”来体现“随他去”的情感。通常这种表达会被理解为口头上的耸肩，展现出对事物的冷淡、无兴趣感。有些情况下，这个表达会被当作形容词，用于形容某些事物平庸或不值得注意。